# Нижний Кунакбай
 Нижний Кунакбай  — поселок в Новосергиевском районе Оренбургской области. Входит в состав  Судьбодаровского сельсовета.

## География
Находится на правом берегу реки Большой Уран на расстоянии примерно 43 километров на северо-восток от районного центра поселка Новосергиевка.

## Население
Население составляло 89 человек в 2002 году (100% башкиры), 54 по переписи 2010 года.